# Čichový bulbus

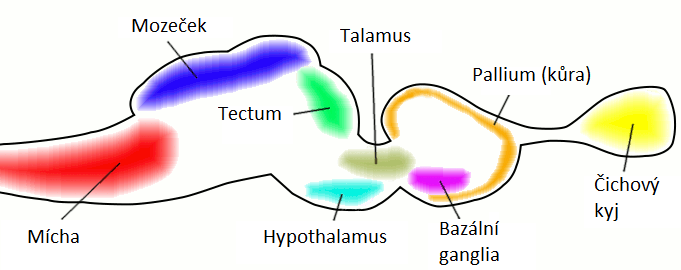
Schéma mozku obratlovců s vyznačenými důležitými centry, žlutě vpravo je čichový bulbus

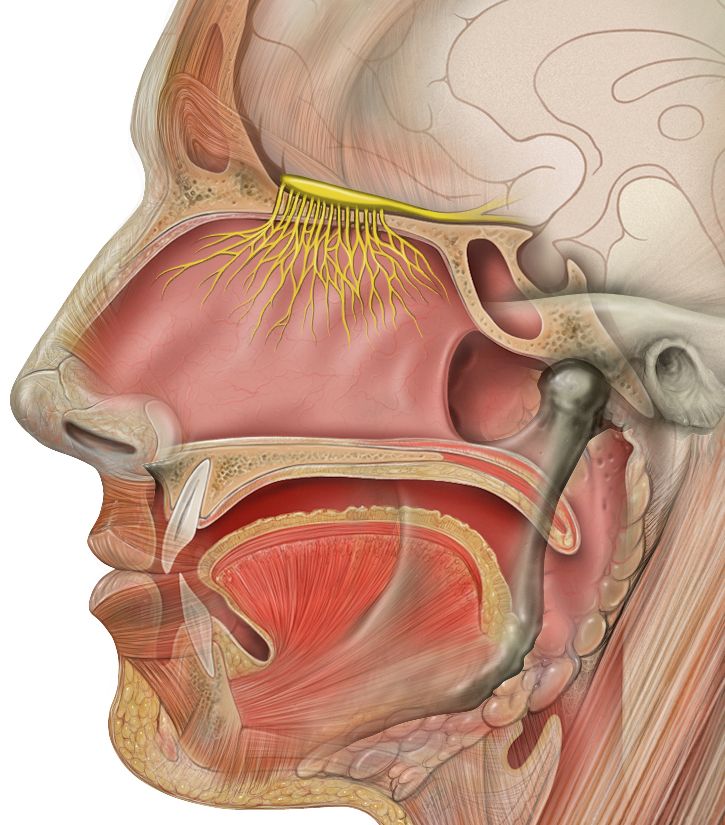
Řez lidskou hlavou: žlutě jsou vyznačena vlákna olfaktorického nervu, která směřují do čichového bulbu (žlutě vybarvené ploténkovité struktury na spodině mozkové)

Čichový bulbus (bulbus olfactorius, též čichový kyj) je část mozku obratlovců, která se vychlipuje z přední strany hemisfér koncového mozku. Přichází do něj informace z čichových orgánů. V širším slova smyslu existují dva páry čichových bulbů, vždy hlavní a přidatný bulbus: ty hlavní přijímají signály z olfaktorických neuronů v nose, do přídatných bulbů přichází podněty z vomeronazálního orgánu. Zpravidla platí, že čím větší je čichový bulbus, tím větší má čich význam pro daného obratlovce, značné velikosti dosahuje např. u žraloků a psů bloodhoundů), naopak u ptáků a savců je spíše méně rozvinut.

## Přenos a zpracování podnětů
Co se týče vnímání čichu na nosní sliznici, každý čichový neuron vysílá axon, který směřuje skrz cribriformní destičku čichové kosti do zcela konkrétní oblasti čichového bulbu. Všechny olfaktorické neurony, které nesou jeden stejný typ olfaktorického receptoru, směřují vždy do této jediné oblasti bulbu. Každá taková oblast se nazývá glomerulus. Zde mimo jiné dochází k „vyčištění“ a vyostření signálu. Základní úpravu tohoto typu je možno provádět zřejmě pomocí tzv. periglomerulárních neuronů. Navíc však do bulbu vstupují i dráhy z kůry a z jiných částí předního a středního mozku, které mohou například zvýšit vnímavost pro pach jídla, pokud je živočich hladový. Další typy neuronů přeposílají upravené informace z bulbu do mozkové kůry – a to buď přímo, nebo přes thalamus – vždy však přes tzv. tractus olfactorius. Zajímavé jsou dráhy směřující do amygdaly a hypothalamu, kde zřejmě vznikají emocionální odpovědi na pachovou informaci.